# Provincia de El Oro
El Oro es una provincia que conforma la República del Ecuador, situada en el sur del país. Su capital administrativa es la ciudad de Machala, la cual además es la urbe más grande y poblada. Es la decimoséptima provincia del país por extensión, con una superficie de 5766,68 km², y está mayormente ubicada en la región geográfica y cultural costeña, con parte de su territorio en las estribaciones occidentales de los Andes hasta una altitud de 3750 m s. n. m. Limita al norte con Guayas, al sureste con Loja, por el noreste con Azuay y al occidente con la provincia peruana de Zarumilla.
En el territorio orense, habitan 714.592 personas, según el último censo (2022), lo que la convierte la sexta provincia más poblada del país. La provincia de El Oro está constituida por catorce cantones, de los cuales se derivan sus respectivas parroquias urbanas y rurales. Según el último ordenamiento territorial, la provincia de El Oro pertenecerá a una región comprendida también por las provincias de Loja y Zamora Chinchipe, aunque no esté oficialmente conformada, denominada Región Sur.
La provincia es uno de los más importantes centros administrativos, económicos, financieros y comerciales del Ecuador. Las actividades principales de la provincia son el comercio, la ganadería, la industria y la agricultura. Su rica región genera un gran comercio basado en la producción agrícola, centrada en el cultivo de camarón, arroz, banano, café y cacao. Puerto Bolívar, al suroeste, es el más importante puerto exportador de banano de Ecuador y, por lo tanto, Machala es conocida también como la Capital Bananera del Mundo debido a que la actividad de la ciudad y la provincia gira en torno a la exportación de banano.
En la provincia, hubo distintos períodos migratorios como los tumbecinos y punáes. Más adelante, fue conquistada por los incas al mando de Túpac Yupanqui. La colonización española se dio en 1537, según Torres de Mendoza, cuando los españoles descubrieron el poblado de los machalas. Durante ese período, la entidad máxima y precursora de la provincia sería la Tenencia de la isla Puná. Después de la guerra independentista y la anexión de Ecuador a la Gran Colombia, se creó la Provincia de Guayaquil, el 25 de junio de 1824, en la que dentro de sus límites se encontraba el territorio orense actual. El 23 de abril de 1884, se creó la décima cuarta provincia del país: la provincia de El Oro.

## Historia

### Época colonial
Algunos aventureros españoles salieron hacia Puná después de fundar Guayaquil, llegaron a Balao y después a la desembocadura del río Jubones; en 1537 según Torres de Mendoza, los españoles descubrieron el poblado de los Machalas, que pudo estar en Guarumal, al sur de la ciudad. Machala no tuvo fundación española y fue solo un sitio de paso. En 1758, se entregó tierras a los Machalas para que hagan su poblado, donde actualmente se ubica el barrio San Jacinto. El indígena Ambrosio Gumal fue primer Gobernador; en 1763 el entregó definitivamente las tierras a los Machalas. Años después, Machala fue ascendido a Tenencia, durante la gobernación del Cacique Julián Belitama.

### Independencia y Gran Colombia
En 1820, Machala se sumó al movimiento independentista guayaquileño, haciéndose representar con una estrella en la Bandera de Guayaquil. En 1822, se intenta la creación de la provincia de Tomalá, formada por los cantones, entre ellos, el de Machala con sus parroquias: Puná, Balao y Naranjal; la capital debía ser Santa Elena. Machala fue declarado cantón de la Provincia de Guayas, ésta a su vez formaba parte del Departamento de Guayaquil el 25 de junio de 1824 por medio de la Ley de División Territorial de la Gran Colombia. En 1829, algunos machaleños se suman al ejército de Sucre y pelean en la Batalla del Portete de Tarqui.

### Época floreana
Al igual que tiempos anteriores, Machala apoyaba cada decisión guayaquileña, en 1830 apoyó a Guayaquil, que, tras muchas falsas promesas de Juan José Flores quería la independencia de Colombia. Años más tarde, Machala apoya al líder revolucionario Vicente Rocafuerte, que intentaba en Guayaquil derrocar a Flores; acto que se vuelve a confirmar el 6 de marzo de 1845. Y tiempo después Machala brinda apoyo a Urbina para acabar con Flores; por lo que el 11 de julio de 1852, el pueblo de Machala libró un combate en Barbones, frente a las tropas de Flores, venciendo definitivamente a Flores y poniendo punto final al floreanismo.

### Batalla de las Carretas
Ante el descontento nacional por la denominada Venta de la Bandera, el por aquel entonces coronel Manuel Serrano Renda se sublevó en El Guabo, el 2 de mayo de 1895, con apoyo de un ejército voluntario de revolucionarios liberales, tomando también las ciudades de Pasaje y Santa Rosa. Faltando la toma de la ciudad de Machala para consolidarse, los revolucionarios liberales supieron de la llegada de refuerzos de artillería que impedirían tomar dicha ciudad; entonces, el coronel Serrano dispuso que sus fuerzas pasen de El Guabo a Santa Rosa y de allí a Machala.
El 8 de mayo hubo pocos roces, pero al día siguiente se vivió un ambiente de combate. El 9 de mayo, el Dr. Juan Borja Mata, Elías Puyano, Federico Irigoyen y otros, dirigieron el asalto de la carreta, en que las fuerzas leales a Vicente Lucio Salazar llevaban un cañón Krupp, una ametralladora Manlincher, varios fusiles Winchester y más pertrechos. Tras muchos combates hasta después del mediodía, llegó la capitulación de las fuerzas del gobierno, comandadas por el gobernador Pompeyo Baquero, ante los comisionados del coronel Serrano Renda. De allí el nombre «Combate de las carretas» o «Toma de la carreta», que es como se califica a un episodio de la lucha liberal, que aunque fue breve y no precisamente una batalla -ya se ha hablado mucho acerca de que hubo cierta exageración en los relatos posteriores-, sí marcó pautas para la toma del poder nacional por parte de los hombres del general Eloy Alfaro.
Esta batalla fue un preámbulo para la victoria de la revolución liberal en Guayaquil, el 5 de junio de 1895, que llevó al Gral. Eloy Alfaro Delgado a la presidencia de la República.

### Ferrocarril

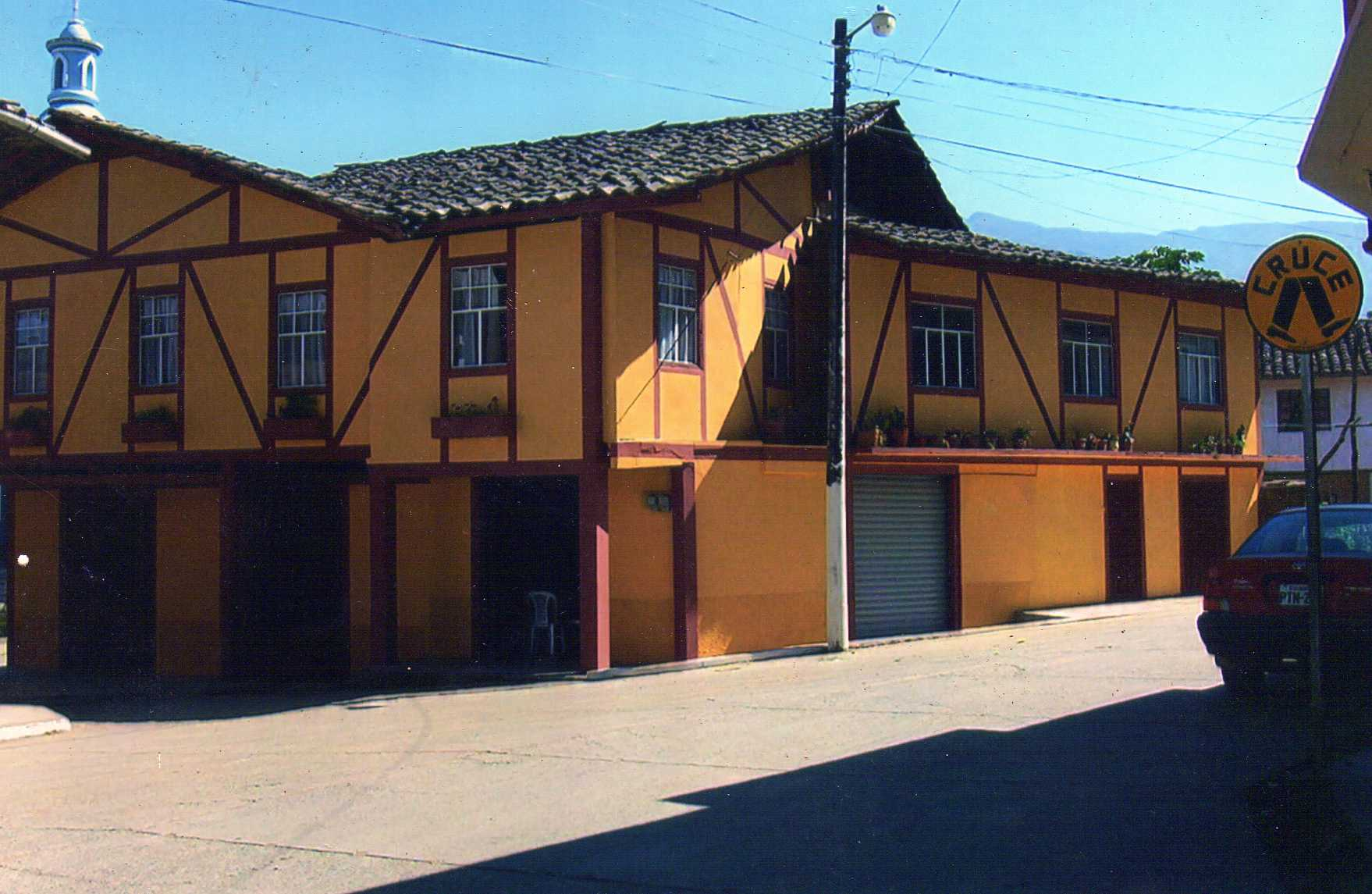
Casa Republicana en Huertas, Cantón Zaruma.

En 1898, el Congreso Nacional aprobó la categoría de Puerto Mayor de la República para Puerto Bolívar. A fines del año 1899, la vía férrea estaba concluida, pero en el 23 de abril de 1900, cuando arribó a Machala el primer ferrocarril, se inauguró el servicio para Machala. La construcción del ferrocarril entre Puerto Bolívar a Machala y después hasta Pasaje, despertó el progreso de la región, permitió la comunicación entre los pueblos ribereños al mar y a su vez por vía marítima con Guayaquil, considerada ya la capital económica del Ecuador y posteriormente con los puertos de ultramar, considerándose al sistema ferroviario provincial como un “cordón umbilical” que brindó la oportunidad para que la producción especialmente agrícola pueda ser explotada en toda su dimensión. Para fines del año 1899, la vía férrea estaba virtualmente concluida, pero llegó el 23 de abril de 1900, cuando arribó a Machala definitivamente la primera locomotora, inaugurando el servicio de trenes para regocijo del pueblo orense.

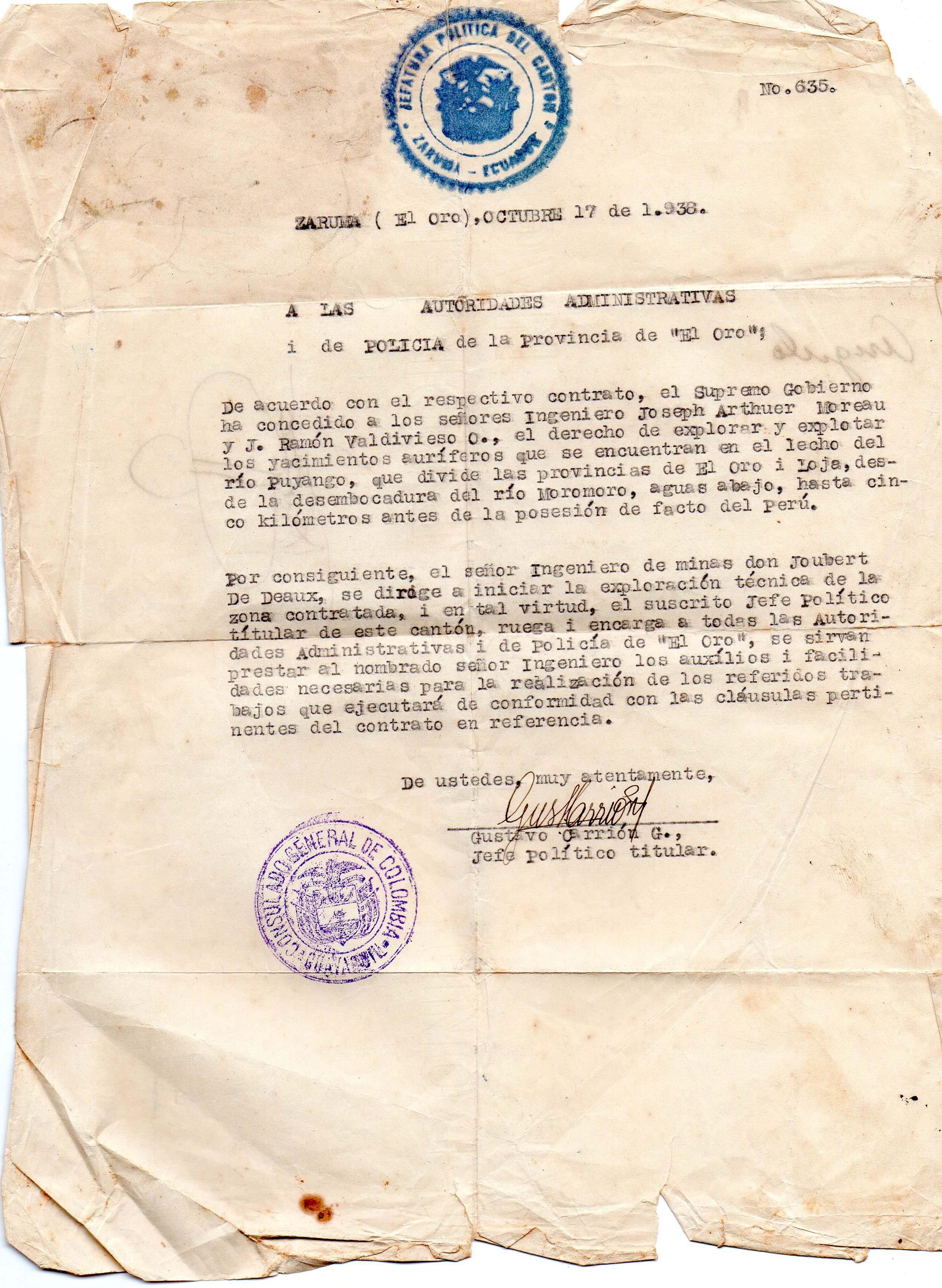
Documento oficial permitiendo la explotación de oro a ingenieros norteamericanos en 1938.

Cinco años después de haberse inaugurado el servicio ferroviario entre Puerto de Bolívar y Machala, llegaron las locomotoras y se terminó la construcción de la Estación Terminal en Machala. Con este material rodante, continuó la construcción de la vía férrea hasta la ciudad de Pasaje, el mismo que se concluyó en 1908, bajo la administración de los Municipios de Machala y Pasaje respectivamente. En el año antes mencionado, el gobierno del Gral. Eloy Alfaro había planteado un ambicioso plan de redes ferroviarias nacionales. Con relación a la provincia de El Oro, este proyecto incluía extender las vías hacia tres regiones del sur ecuatoriano: Machala-Loja, Machala-Cuenca y Machala-Durán, en la provincia del Guayas. Sin embargo, por razones políticas y económicas el plan no se cumplió y en la primera ruta solamente llegó hasta la actual parroquia Piedras, jurisdicción del cantón Piñas; el ramal que hubiera llegado hasta Cuenca, solo quedó en Pasaje y finalmente el que debió avanzar hasta Durán, fue interrumpido en el sitio La Iberia a causa de un desbordamiento del río Jubones ocurrido en 1909. Por esta razón, este sistema ferroviario pasó a llamarse FERROCARRILES DE EL ORO.

### Inicios delsigloXX
Cinco años después de haberse inaugurado el ferrocarril, entre Puerto Bolívar y Machala, se terminó la construcción de la Estación Terminal de Machala. Después se continuó la construcción de la vía férrea hasta Pasaje, esta obra se concluyó en 1908. Por un plan del general Eloy Alfaro sobre redes ferroviarias nacionales se quería extender las vías desde Machala hasta Loja, Cuenca y Durán, pero por razones políticas y económicas esto no se cumplió y en la primera ruta solamente se llegó hasta la parroquia de Piedras, del cantón Piñas: la vía que hubiera llegado hasta Cuenca se quedó en Pasaje y la que debió llegar a Durán llegó hasta La Iberia por un desbordamiento del río Jubones en 1909.
Cuando llegó el año 1910, las relaciones entre Ecuador y Perú estaban tensas, por lo que el general Eloy Alfaro, al mando del ejército, llegó desde Guayaquil con la finalidad de ponerle fin al ambiente de tensión, pero, por intervención del Rey de España, el problema no progresó, pero continuó hasta años después.
Durante las dictaduras de los años 30, se autorizó la exploración y explotación de los yacimientos auríferos en el río Puyango, a compañías mineras norteamericanas. Uno de estos ingenieros, Joubert de Deaux, fue el primer estadounidense en explorar el río Puyango desde la desembocadura del río Moromoro hasta la frontera con Perú.

### Actualidad

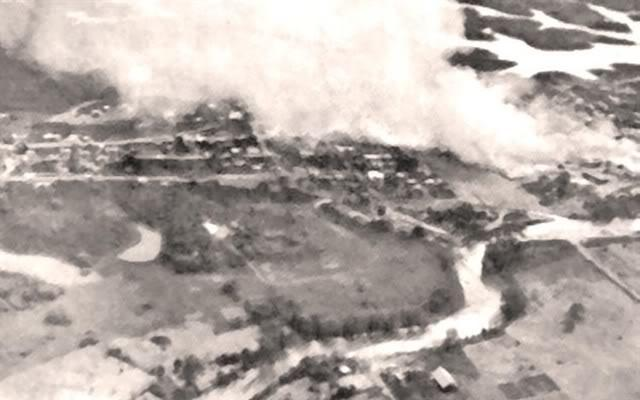
Bombardeo aéreo contra la población ecuatoriana de Santa Rosa, hecho por los aviones bombarderos del Cuerpo Aeronáutico del Perú en la Campaña Militar del Norte y Nororiente de 1941.

El cantón Santa Rosa en la guerra peruano-ecuatoriana fue uno de los pueblos más afectados por invasión peruana de 1941. Después de tanto pelear, por falta de apoyo los santarroseños tuvieron que huir hacia el norte, hasta a Guayaquil, Cuenca y Quito. 
En año de 1948, se inició el denominado “boom bananero”. Fue una etapa en la que el banano, se convirtió en la esperanza económica del pueblo.
Tras la firma del acuerdo de paz entre Ecuador y Perú en el año 1998, se incrementó el intercambio comercial entre los dos países, desde ese entonces se acrecentó la carga en tránsito por los muelles de Puerto Bolívar, provenientes especialmente del norte peruano, para los mercados estadounidense y europeo. El Grupo Binacional para la promoción Inversión Privada (GBPIP) en el marco del Plan Binacional Ecuador – Perú incentiva la creación de un eje portuario binacional de complementariedad de los puertos de Paita en Perú y de Puerto Bolívar en Ecuador para acrecentar el comercio marítimo y terrestre entre los dos países.

## Geografía

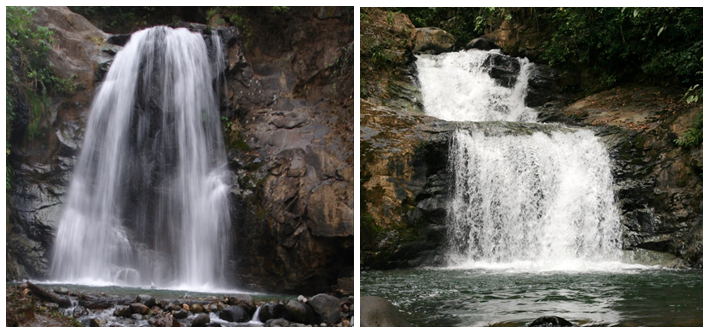
Cascada Arcoíris y Cascada Tobogán, ubicadas en la parroquia Salatí, cantón Portovelo

La provincia de El Oro es la provincia más meridional (ubicada al sur) de la Costa ecuatoriana. Tiene una zona subtropical compuesta por un sector insular y otro continental, con playas de singular belleza, zonas de importancia histórica y una tierra fértil y pródiga. Las zonas sur y sudeste son montañosas y están compuestas por las cordilleras de Tahuín y de Chilla. El resto es un piedemonte que baja hacia el noroeste para acabar en el Golfo de Guayaquil.
Gran parte del sector costero de la provincia, sobre todo en la desembocadura del río Santa Rosa, se mantiene un paisaje de esteros, palmeras y manglares; frente a este se encuentra un conjunto de canales naturales que lo separan del archipiélago de Jambelí. 

### Límites
Limita al norte con las provincias del Guayas y Azuay, al noroeste con el Golfo de Guayaquil, al sur y al este con la provincia de Loja, y al oeste con el Perú.

### Clima
El clima de la provincia varía en lo referente a la altura geográfica y la cantidad de lluvia que cae en cada zona. Por ejemplo: la zona costera varía entre un clima seco en época de verano y lluvioso en invierno. En cambio, su zona montañosa es generalmente lluviosa. y la temperatura varía de acuerdo a la altitud, siendo en la zona costera de unos 25 a 35 °C, y en el altiplano de unos 10 a 22 °C.

### Hidrografía
Los ríos de esta provincia nacen en la cordillera de los Andes y desembocan en el Golfo de Guayaquil. El más importante de todos es el río Jubones, que atraviesa la provincia de este a oeste y desemboca cerca de las ciudades de El Guabo y Machala. En esta provincia también se destacan el río Arenillas, el río Santa Rosa, el río Zarumilla, que forma la frontera con el Perú, y el río Puyango, que separa a esta provincia de Loja.

### Orografía
El Oro está dividida en dos áreas: hacia el noroeste se encuentra su zona baja o llanura, donde trabaja su más fuerte músculo productor, con el cultivo de banano y camarón en cautiverio, las principales fuentes económicas de la provincia; En esta zona se encuentra la ciudad capital Machala, y otros cantones importantes como Pasaje, Santa Rosa (que incluye el Archipiélago de Jambelí), El Guabo, y los cantones fronterizos Arenillas y Huaquillas.
El sureste, en cambio, es la zona alta de la provincia. Está atravesada por la Cordillera Occidental de Los Andes, y la temperatura va descendiendo de acuerdo a la altura. Los principales cantones de esta zona son Piñas (famosa por sus orquídeas), Portovelo (zona de producción minera de oro), Zaruma (ciudad mágica por su arquitectura colonial) y Atahualpa (conocida por las Ruinas de Yacuviña, vestigios arqueológicos Cañari), Además incluye los cantones Balsas, Chilla, Las Lajas y Marcabelí.

## Gobierno y política

### Política
La estructura política de El Oro está conformada por el Gobierno Autónomo Descentralizado Provincial, comúnmente denominado "Prefectura de El Oro", que es una persona jurídica de derecho público que goza de autonomía política, administrativa y financiera, y ejerce las funciones ejecutivas, legislativas y de fiscalización dentro de la circunscripción territorial de la provincia. La sede de este gobierno seccional se ubica en la ciudad de Machala, por su calidad de capital provincial.
El gobierno provincial está conformado por un prefecto, un viceprefecto y el consejo provincial. El prefecto es la máxima autoridad y representante legal de la función ejecutiva dentro de la provincia y es elegido en binomio junto al viceprefecto por votación popular. El consejo provincial es el órgano de legislación y fiscalización del gobierno provincial y está integrado por el prefecto -quien lo preside con voto dirimente-, el viceprefecto, los alcaldes de los catorce cantones orenses, y representantes de gobiernos de parroquias rurales. En la actualidad, el cargo de prefecto lo ejerce Clemente Bravo, reelegido para el periodo 2023 - 2027. 
Paralelo al Gobierno Autónomo Descentralizado Provincial de El Oro, el poder ejecutivo del presidente de la República está representado en la provincia por el gobernador. El cargo de gobernador es ocupado por una persona designada por el presidente de la República, y puede durar indefinidamente en sus funciones mientras así lo decida el primer mandatario del país. Actualmente, el gobernador de la provincia es Jimmy Blacio.

### División administrativa

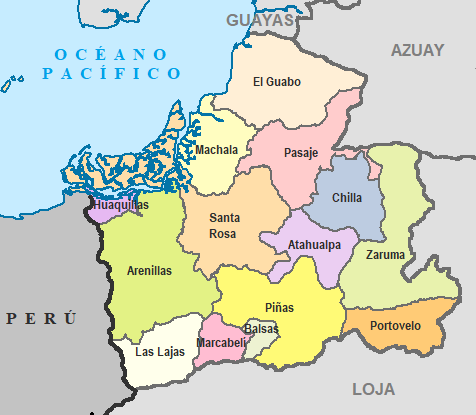
Cantones de El Oro

El Oro está dividido en 14 cantones, que a su vez están conformados por parroquias urbanas y rurales. Cada cantón es administrado por una alcaldía y un consejo cantonal, los cuales son elegidos por la población de sus respectivos cantones. La responsabilidad de las alcaldías es realizar el mantenimiento de vías, administrar el presupuesto del cantón para programas de asistencia social y económica, y administrar infraestructuras como parques y sistemas de saneamiento básico.
|                                                                            | Cantón     | Población (2022) | Área (km²) | Cabecera cantonal | Población (2022) |
| -------------------------------------------------------------------------- | ---------- | ---------------- | ---------- | ----------------- | ---------------- |
|                                                                            | Arenillas  | 32 366           | 803        | Arenillas         | 21 524           |
|                                                                            | Atahualpa  | 6112             | 278        | Paccha            | 1769             |
|                                                                            | Balsas     | 7875             | 69         | Balsas            | 4500             |
|                                                                            | Chilla     | 2251             | 328        | Chilla            | 910              |
|                                                                            | El Guabo   | 59 536           | 603        | El Guabo          | 26 635           |
| Bandera de Huaquillas                                                      | Huaquillas | 56 303           | 72         | Huaquillas        | 56 021           |
|                                                                            | Las Lajas  | 5738             | 297        | La Victoria       | 1581             |
| Bandera de Machala                                                         | Machala    | 306 309          | 338        | Machala           | 288 072          |
|                                                                            | Marcabelí  | 6870             | 147        | Marcabelí         | 4973             |
| [[Archivo:\|class=notpageimage noviewer\|30px\|border\|Bandera de Pasaje]] | Pasaje     | 83 597           | 452        | Pasaje            | 60 147           |
|                                                                            | Piñas      | 29 406           | 615        | Piñas             | 18 482           |
|                                                                            | Portovelo  | 13 556           | 282        | Portovelo         | 9764             |
| Bandera de Santa Rosa                                                      | Santa Rosa | 80 299           | 889        | Santa Rosa        | 56 842           |
|                                                                            | Zaruma     | 24 374           | 645        | Zaruma            | 10 005           |

## Fiestas Populares
- Feria Mundial del Banano
- Feria Internacional del Langostino
- Feria de la Minería
- Festival del Café
- Exposiciones agropecuarias
- Celebraciones religiosas

## Gastronomía

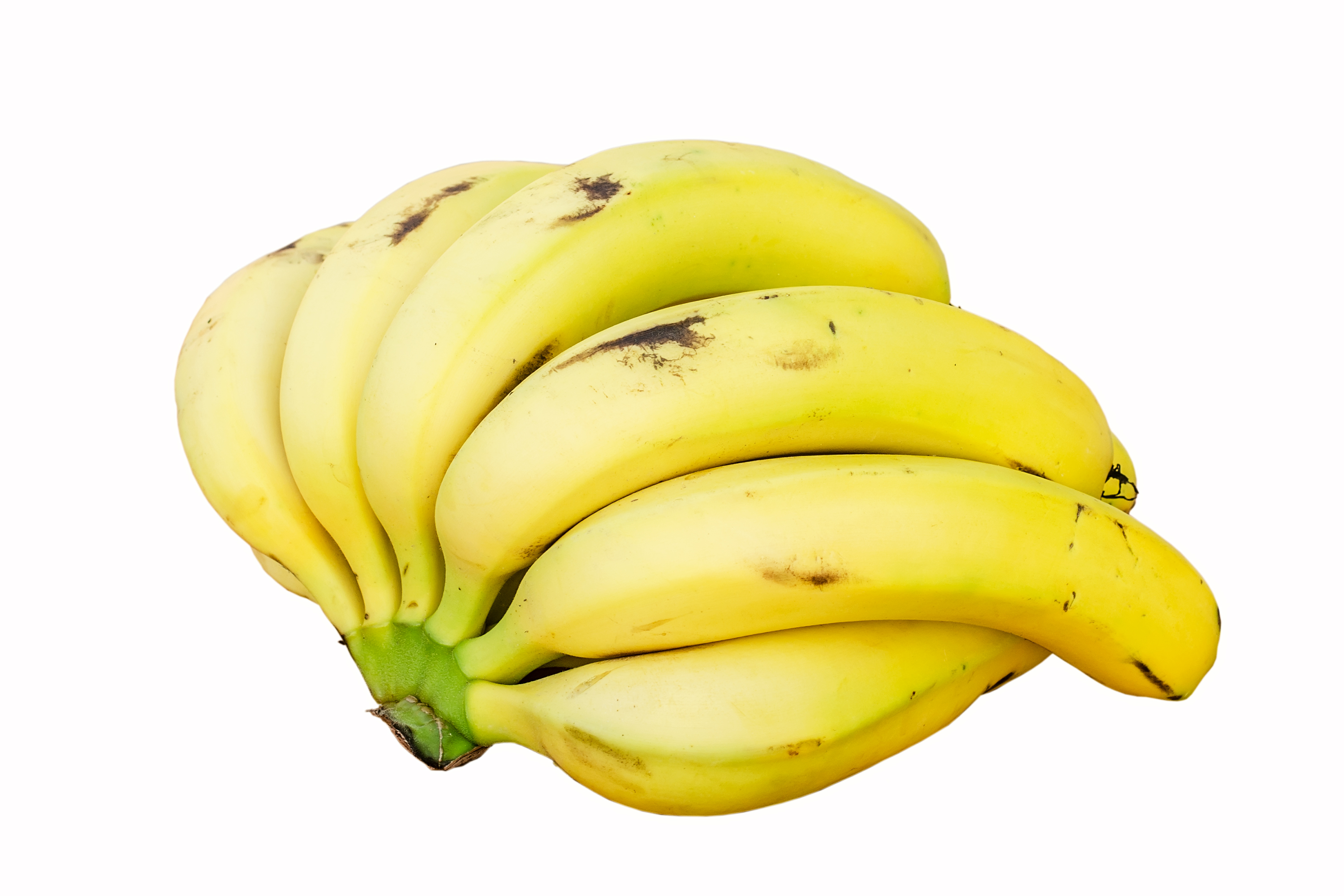
El banano, principal cultivo de El Oro.

- Mariscos en general (sudados, aguados, melosos, sopas, arroces y frituras)
- Ceviche de camarón, concha, pescado, pulpo.
- Encebollado de pescado
- Cangrejadas (cangrejos rojos cocinados con verde y especias)
- Arroz con menestra y carne de res, chancho o pollo
- Guatita (guiso de mondongo -panza de res- y papas con salsa de maní)
- Caldo de bolas (plátano verde cocinado y relleno)
- Caldo de pata (de res) con yuca y mote
- Repe de guineo (sopa cremosa de banano verde  maduro, cebolla, ajo, leche y queso)
- Arvejas con cuero se da en Portovelo
- Tigrillo (parte alta de la provincia: Portovelo, Piñas, Zaruma: plátano verde cocinado y desmenuzado, mezclado con huevo y queso o carne, acompañado con café de la zona).
- Bolones y molidos de verde
- Pan de molde, roscones y bizcochuelos en Piñas.